# John Sullivan (ur. 1965)
John A. Sullivan (ur. 1 stycznia 1965) – amerykański polityk, członek Partii Republikańskiej. W latach 2002–2013 przedstawicielem pierwszego okręgu wyborczego w stanie Oklahoma do Izby Reprezentantów Stanów Zjednoczonych.